# Божидар Овчаров
Божидар Александров Овчаров е български художник и фотограф.

## Биография
Божидар Овчаров е роден на 13 януари 1939 г. в София. Завършва Художествената академия профил живопис при проф. Панайот Панайотов през 1964. Член на СБХ, работи на свободна практика. Участник в общи и национални изложби; автор на витражи от пластичен бетон и цветно стъкло в мавзолея-костница в Скравена, в дома на дейците на културата в Ловеч, на Летище Бургас и др.
Женен е за Златка Овчарова.